# Побег из Собибора (книга)
Побег из Собибо́ра (англ. Escape from Sobibor) — документальная книга американского писателя Ричарда Рашке, созданная на основе воспоминаний нескольких выживших узников нацистского лагеря смерти Собибор. Впервые издана в 1982 году на английском языке.
По книге поставлен одноимённый фильм 1987 года.

## Общая информация
Собибор был самым засекреченным из трёх лагерей смерти, созданных нацистами в оккупированной Польше для уничтожения евреев в рамках операции Рейнхард. Он действовал с 15 мая 1942 года по 15 октября 1943 года. За этот период в нём было убито около 250 тысяч евреев.
14 октября 1943 года около 300 узников под руководством офицера Красной Армии Александра Печерского подняли восстание и, убив несколько десятков охранников, осуществили массовый побег. Большинство бежавших погибло, до конца войны дожили, по разным данным, пятьдесят три или сорок семь человек. Сорок шесть из них к моменту издания книги в 1982 году ещё были живы.

## Содержание
Книга состоит из предисловия, сорока четырёх глав и послесловия. Основное содержание делится на четыре раздела:
- Узники (главы 1—18)
- Побег (главы 19—31)
- Лес (главы 32—37)
- Персональные судьбы (главы 38—44)

В первом разделе автор рассказывает о том, как узники попадали в лагерь, как некоторым из них удавалось избежать смерти, уготованной большинству других в первые же часы по прибытии, и как они выживали в лагере в составе тех или иных обслуживающих подразделений. Описание жизни в лагере перемежается связанными историческими фактами. В частности, Рашке описывает миссию Яна Карского — участника польского сопротивления, который пытался донести до союзников информацию о гетто и лагерях смерти.
Во втором разделе Рашке описывает несколько неудачных попыток побега из лагеря, которые заканчивались казнями. Оставшиеся опасались, что лагерь будет вскоре закрыт, а все оставшиеся узники — уничтожены. События ускорило прибытие 23 сентября 1943 года эшелона с евреями — военнопленными Красной армии. Восемьдесят из них были отобраны для работ. Лейтенант Александр Печерский возглавил подготовку к восстанию и побегу. 14 октября, заманив по очереди ряд охранников в помещения лагеря, узники убили их и забрали оружие. Около трёхсот узников взломали главные ворота и под огнём охраны убежали в лес.
В третьем разделе автор описывает приключения отдельных узников после побега. На следующее утро Печерский с группой из девяти бывших военных покинул остальных беглецов и ушёл на восток в надежде перейти линию фронта. Часть других узников была поймана немцами или убита антисемитски настроенными поляками, а часть сумела прятаться до прихода Красной армии на территорию Польши.
В четвёртом разделе Рашке пишет, как после войны сложились судьбы выживших.

## Переиздания и отзывы
Книга неоднократно переиздавалась в США и Великобритании, в частности в 1995 и 2012 годах, а также в других странах. По ней в 1987 году был снят одноимённый фильм. На русском языке книга вышла в 2010 году.
В предисловии к русскому изданию сотрудник Научно-просветительного центра «Холокост» Леонид Терушкин отмечает, что Рашке был первым, кто привлёк широкое внимание к теме лагеря Собибор и восстания в нём. Книга «Побег из Собибора» рекомендуется в списке литературы по теме еврейского сопротивления Холокосту рядом университетов.
Юрий Солодов в журнале «Лехаим» отмечает, что книга Рашке даёт ощущение жизненной правды, особенно в сравнении с фильмом. Известный американский историк Иегуда Рейнхарц в Library Journal хвалит Рашке за основательность подхода к теме. По его мнению, книга «хорошо проработана и хорошо написана».
В редакционной рецензии от Kirkus Reviews, напротив, критикуется стилистика. По мнению автора обзора, «квази-беллетристический» подход Рашке с обширными диалогами и концентрацией на беседах с выжившими снижает достоверность. А вкрапления исторических разделов приводит к «провисанию темпа» повествования и расфокусировке внимания читателя.
Историк Карл Шулькин (англ. Carl Р. Schulkin) отмечает тезис Рашке в послесловии к изданию 1995 года, что многие авторы, пишущие о Холокосте, искажают реальную историю, изображая евреев исключительно в качестве жертвы, «как покорное стадо идущих на бойню овец». «Побег из Собибора» бросает вызов такому подходу, напоминая о тех, кто боролся и сражался. Шулькин согласен с аргументами Рашке и призывает преподавателей истории пересмотреть свой взгляд на роль еврейского Сопротивления.